# 前行的力量
《前行的力量》是中國偶像組合SHY48的首張EP，於2017年9月15日發行。

## 簡介
《前行的力量》是SHY48首張原創EP，由来自中国、新加坡、韩国和美国的制作团队打造，间中融入了ROCK、FUNK和EDM等音乐元素多元的曲风。而该EP的主打单曲则由第四届总决选中SHY48的TOP16成员演绎。
此外，该张EP亦收录了Team SIII及Team HIII的队歌各两首，其中《华丽冒险》《甜甜圈》呼应Team SIII的青春甜美风格，《Shy》《We Are the ONE》则旨在传达Team HIII“有个性的励志态度”。

## 收錄曲目
| CD       | CD             | CD       | CD            | CD                      | CD        | CD    |
| 曲序     | 曲目           |          | 作曲          | 编曲                    | 演唱者    | 时长  |
| -------- | -------------- | -------- | ------------- | ----------------------- | --------- | ----- |
| 1.       | 前行的力量     | 陳歆儒   | 林子健        | 任中強                  | 選拔組    | 3:42  |
| 2.       | 華麗探險       | 黃楓宜   | 唐紹葳        | 黄冠伦、唐绍崴          | Team SIII | 3:32  |
| 3.       | Shy            | 馬嵩惟   | Chin Kyo Joon | Chin Kyo Joon           | Team HIII | 3:41  |
| 4.       | 甜甜圈         | 稼陽     | 稼陽          | 任中强                  | Team SIII | 3:54  |
| 5.       | We are the ONE | 黃楓宜   | SHARK         | Mike McLaughlin、鄭安瑋 | Team HIII | 3:31  |
| 总时长： | 总时长：       | 总时长： | 总时长：      | 总时长：                | 总时长：  | 18:20 |

## 選拔成員
- 括号内为总选SHY48 Top16名次

### 前行的力量
（Center：韓家樂）
- Team SIII：付紫琪（#16）、韓家樂（#1）、菅瑞靜（#12）、劉娜（#11）、賴梓惜（#4）、王詩蒙（#2）、楊允涵（#6）、趙佳蕊（#3）
- Team HIII：董思佳（#13）、高志嫻（#10）、寇承希（#5）、任雨情（#14）、王金銘（#7）、徐斐然（#9）、鄭潔麗（#8）、張雲夢（#15）

MV在内蒙古拍攝。

### 華麗探險
（Center：韓家樂）
- Team SIII：陳奕君、馮譯瑩、付紫琪、關思雨、韓家樂、菅瑞靜、賴梓惜、劉嬌、劉娜、盧天惠、秦璽、孫敏、王詩蒙、楊允涵、臧聰、趙佳蕊

### Shy
（Center：鄭潔麗）
- Team HIII：董思佳、高志嫻、龔夢婷、寇承希、李晴、李熙凝、劉靜晗、逯方竹、曲悅萌、任雨情、王菲妍、王睿琦、徐斐然、張愛靜、張雲夢、鄭潔麗

### 甜甜圈
（Center：韓家樂）
- Team SIII：陳奕君、馮譯瑩、付紫琪、關思雨、韓家樂、菅瑞靜、賴梓惜、劉嬌、劉娜、盧天惠、秦璽、孫敏、王詩蒙、楊允涵、臧聰、趙佳蕊

### We are the ONE
（Center：鄭潔麗）
- Team HIII：董思佳、高志嫻、龔夢婷、寇承希、李晴、李熙凝、劉靜晗、逯方竹、曲悅萌、任雨情、王菲妍、王睿琦、徐斐然、張愛靜、張雲夢、鄭潔麗

## 轶事
- 陈奕君、龚梦婷、逯芳竹参与的唯一一张EP。
- 关思雨、李熙凝、刘娇、秦玺、王金铭、张云梦参与的最后一张EP。
- 歌曲录音时曾由于参与成员演唱声音过大而吓到录音师。[5]